# مارسيا ك. جونسون
مارسيا ك. جونسون (بالإنجليزية: Marcia K. Johnson)‏ هي عالمة نفس أمريكية، ولدت في 1943 في الولايات المتحدة.